# Перри, Джефф
Джефф Перри (англ. Jeff Perry, род. 16 августа 1955) — американский актёр, а также театральный режиссёр и продюсер, лауреат премии «Драма Деск».

## Жизнь и карьера
Джефф Перри родился и вырос в Хайленд-Парке, штат Иллинойс и закончил со степенью бакалавра искусств Университет штата Иллинойс в 1978 году, а в молодом возрасте дебютировал в местной постановке «Шесть персонажей в поисках автора». В 1974 году он стал сооснователем Чикагской театральной компании Steppenwolf Theatre, которая в 1985 году была отмечена премией «Тони», а также работал в ней в качестве художественного руководителя и режиссёра. Вплоть до конца восьмидесятых он работал на театральной сцене Чикаго, прежде чем переехал в Лос-Анджелес, где в итоге сыграл более шестидесяти ролей на телевидении и в кино.
Перри за свою карьеру появился в полусотне телевизионных шоу, таких как «C.S.I.: Место преступления», «Грань», «Побег», «Остаться в живых», «Западное крыло», «Скорая помощь», «Моя так называемая жизнь», «Закон Лос-Анджелеса» и «Коломбо». Он, пожалуй, наиболее известен благодаря своей регулярной роли инспектора Харви Лика в телесериале «Детектив Нэш Бриджес», где Перри снимался с 1996 по 2001 год. В 2007—2008 годах он выступал в бродвейской постановке «Август: Графство Осейдж».
Перри играл роль Тетчера Грея, отца главной героини в сериале Шонды Раймс «Анатомия страсти» с 2006 по 2011 год. После этого Шонда Раймс пригласила Перри в свой политический сериал «Скандал», где актёр играет Сайруса Бина, Главу администрации президента США, который является республиканцем и в то же время геем. Перри получил хорошие отзывы от критиков за свою игру в шоу.
Джефф Перри был женат на актрисе Лори Меткалф с 1983 по 1992 год и имеет дочь от брака с ней. В настоящее время он женат на Линде Лоуи, директоре по кастингу сериала «Анатомия страсти» и пятидесяти других программ и фильмов.